# Tapis rouge (album)
Pour les articles homonymes, voir Tapis rouge (film) et Tapis (homonymie).
Cet article concerne l'album des Svinkels. Pour la tradition, voir Tapis rouge.
Albums de Svinkels
Juste fais là ! Bois mes paroles
Tapis rouge est le premier album des Svinkels, sorti en 1999 sur le label Delabel.

## Liste des chansons
1. Boule puante
2. Front contre front
3. Le twist
4. Calmos
5. Bois mes paroles
6. À coups de santiag
7. Krevard
8. Tapis rouge
9. Cuitas
10. Mappe monde
11. H
12. Intro. réveille le punk
13. Réveille Le Punk (full metal mix)
14. La mahoudière
15. C-real killer (munich 1999)